# Destiny of the Daleks
Destiny of the Daleks (El destino de los Daleks) es el primer serial de la 17.ª temporada de la serie británica de ciencia ficción Doctor Who, emitido originalmente en cuatro episodios semanales del 1 al 22 de septiembre de 1979. Supone el debut de Lalla Ward como la recién regenerada Romana.

## Argumento
Tras los eventos de The Armageddon Factor, el Cuarto Doctor está reparando a K-9, mientras Romana se regenera, escogiendo la forma de la princesa Astra de la anterior aventura, a pesar de la desaprobación del Doctor.
La TARDIS aterriza en un planeta rocoso, con atmósfera respirable, pero con niveles peligrosos de radioactividad. Exploran y ven un grupo de nativos desharrapados enterrando a uno de sus muertos, y después una nave espacial aterrizando y medio enterrándose en el fondo de un valle. Cuando el Doctor y Romana van a ir a investigar, explosiones en el subsuelo les obligan a retroceder hasta unas ruinas. Al explorarlas, otra explosión en el subsuelo deja al Doctor atrapado. Romana regresa a la TARDIS para reensamblar a K-9 para que le ayude a quitar los escombros. La encuentra medio enterrada en escombros y, dándose cuenta de que no podrá llegar hasta K-9, vuelve atrás para descubrir que el Doctor ha desaparecido. Cuando se da la vuelta para marcharse, un hombre que ha estado siguiéndola le corta el paso. Retrocede, se cae por una pendiente de escombros y pierde el conocimiento. Al recuperarse, está frente a un par de Daleks que la capturan y la ordenan trabajar en uno de sus puntos de perforación...

### Continuidad
La escena de apertura, en la que Romana se prueba diferentes cuerpos durante su regeneración hasta decidirse por la apariencia de la princesa Astra de Atrios (el personaje que Ward interpretó en The Armageddon Factor) es controvertida por su visión ligera de la regeneración, que siempre ha sido un proceso traumático para el Doctor. Uno de los cuerpos que rechaza es una humanoide de cara púrpura que lleva un curioso traje, traje que había llevado Zilda en la historia de 1977 The Robots of Death. Otros vestuarios reciclados de seriales anteriores aparecen en escenas con los extras que interpretan a los esclavos de la mina de los Daleks, como las ropas de un draconiano y el uniforme de un soldado morestrano de Planet of Evil. El vestuario que lleva al final es un calco del Doctor: el mismo abrigo, las mismas botas y la misma bufanda inmensa.
Aunque aparece brevemente una criatura mutante Dalek (una sustancia gelatinosa rosa que el Doctor recoge en la arena) se hacen varias referencias a los Daleks como "robots", como los movelanos. Esto se contradice con otras historias Daleks, como Genesis of the Daleks y The Daleks, donde se les describe como humanoides mutantes en carcasas metálicas. Algunos ven esta historia como que implica que los Daleks han evolucionado al punto de eliminar al mutante orgánico, pero esto se contradice con todas las historias Dalek posteriores. En Destiny, Romana dice que "una vez ellos fueron humanoides", aunque interrogada por un dispositivo detector de mentiras, dice que "no sabe nada de los Daleks". Según la información del DVD, la línea del guion era "No sé nada sobre las operaciones de los Daleks", y Lalla Ward al parecer se equivocó con la frase.

## Producción
| Episodio          | Fecha de emisión         | Duración | Espectadores en millones | Estado en el archivo  |
| ----------------- | ------------------------ | -------- | ------------------------ | --------------------- |
| Episodio 1        | 1 de septiembre de 1979  | 24:03    | 13                       | Cinta original en PAL |
| Episodio 2        | 8 de septiembre de 1979  | 25:14    | 12,7                     | Cinta original en PAL |
| Episodio 3        | 15 de septiembre de 1979 | 24:32    | 13,8                     | Cinta original en PAL |
| Episodio 4        | 22 de septiembre de 1979 | 26:05    | 14,4                     | Cinta original en PAL |
| [ 1 ] [ 2 ] [ 3 ] |                          |          |                          |                       |

Este fue el último guion de Terry Nation, creador de los Daleks, para Doctor Who. Rechazó todas las ofertas posteriores por la extensiva reescritura (sin acreditar) que hizo el editor de guiones Douglas Adams (Ken Grieve, director del episodio, dijo en los comentarios del DVD que Adams escribió "el 98%" de ese guion). Nation se mudó a los Estados Unidos en 1980 y seguiría trabajando en varios proyectos televisivos allí, el más reconocido como guionista y productor en MacGyver.
Michael Wisher no estaba disponible para volver al papel de Davros, ya que estaba de gira en Australia. David Gooderson le reemplazó, pero como la máscara era originalmente para Wisher, y este era más pequeño, sufre en apariencia como resultado. K-9 sólo aparece al principio de la historia, explicándolo como una forma electrónica de laringitis. Su ausencia era porque el aparato no podía usarse en la gran cantidad de exteriores de la historia - el equipo había sufrido muchos problemas al usar a K-9 en una localización similar en The Stones of Blood, y no querían repetir la experiencia. Terry Nation dijo que no quería usar a K-9 en su guion. La escena (como el resto de puntos de continuidad con la temporada 16) se insertó durante las reescrituras de Douglas Adams.
El serial fue una de las primeras producciones británicas que hicieron uso de una steadicam; por el alto coste de producción, casi todo el atrezzo y escenarios eran reciclados, incluyendo la máscara de Davros.